# Racine carrée
Racine carrée è il secondo album studio del cantautore belga Stromae, pubblicato il 16 agosto 2013.

## Tracce
Testi e musiche di Stromae, eccetto dove indicato.
1. Ta Fête – 2:56
2. Papaoutai – 3:52
3. Bâtard – 3:28
4. Ave Cesaria – 4:09 (Stromae, Orelsan)
5. Tous les mêmes – 3:33
6. Formidable – 3:33
7. Moules frites – 2:38
8. Carmen – 3:09 (Georges Bizet, Stromae, Orelsan)
9. Humain à l'eau – 3:59
10. Quand c'est? – 3:00
11. Sommeil – 3:38
12. Merci – 3:54
13. AVF (feat. Maître Gims e Orelsan) – 3:44 (Stromae, Maître Gims, Orelsan)

Traccia bonus nella versione iTunes
1. Papaoutai (feat. Angel Haze) – 3:44 (Stromae, Angel Haze)

## Formazione
- Stromae - voce; chitarra in Papaoutai
- Buscemi - basso e chitarra in Ta Fête
- Bobby Ewing - basso e chitarra in Ta Fête
- Thomas Azier - basso in Bâtard, pianoforte in Merci
- Papa Dizzy - chitarra in Papaoutai
- Mauricio Delgados - chitarra e cori in Ave Cesaria
- Tibass Kazematik - chitarra in Sommeil
- Noumoucounda Cissoko - kora in Bâtard
- Aron Ottignon - pianoforte in Papaoutai e Merci
- Antonio Santos - pianoforte e cori in Ave Cesaria
- Bart Maris - tromba in Tous les mêmes
- Vincent Peirani - fisarmonica in Ave Cesaria
- Schérazade - cori in Ave Cesaria

## Classifiche
| Classifica (2013-15) | Posizione massima |
| -------------------- | ----------------- |
| Belgio (Fiandre)     | 1                 |
| Belgio (Vallonia)    | 1                 |
| Canada               | 10                |
| Francia              | 1                 |
| Italia               | 1                 |
| Germania             | 21                |
| Paesi Bassi          | 1                 |
| Svizzera             | 1                 |

### Classifiche di fine anno
| Classifica (2013) | Posizione |
| ----------------- | --------- |
| Belgio (Fiandre)  | 1         |
| Belgio (Vallonia) | 1         |
| Francia           | 1         |
| Paesi Bassi       | 58        |
| Svizzera          | 5         |